# Chaillon
Chaillon ist eine französische Gemeinde mit 110 Einwohnern (Stand: 1. Januar 2022) im Département Meuse in der Region Grand Est. Sie gehört zum Kanton Saint-Mihiel im Arrondissement Commercy.

## Geografie
Die ehemalige Route nationale 401 tangiert Chaillon.
Nachbargemeinden sind Vigneulles-lès-Hattonchâtel im Nordosten, Heudicourt-sous-les-Côtes im Osten, Buxières-sous-les-Côtes im Südosten, Valbois im Südwesten und Lamorville im Nordwesten.

## Bevölkerungsentwicklung

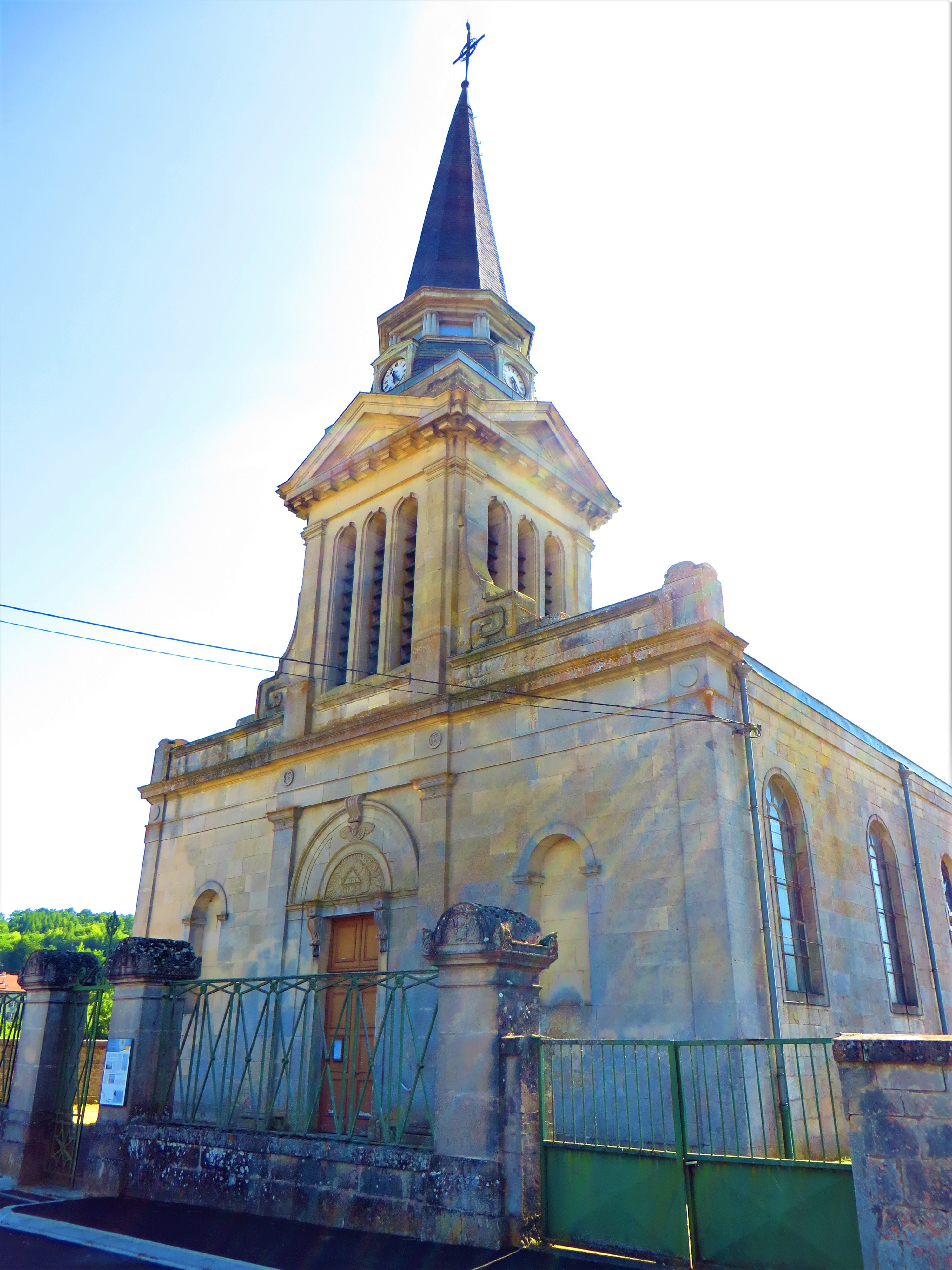
Kirche Saint-Remi

| Jahr      | 1962 | 1968 | 1975 | 1982 | 1990 | 1999 | 2008 | 2019 |
| --------- | ---- | ---- | ---- | ---- | ---- | ---- | ---- | ---- |
| Einwohner | 150  | 116  | 101  | 108  | 105  | 106  | 95   | 112  |